# Expressway 151 (Südkorea)
Der Expressway 151  (kor. 서천공주고속도로) ist eine Schnellstraße in Südkorea. Die Autobahn ist eine regionale Nord-Süd-Autobahn im Westen des Landes, zwischen Seocheon und Gongju. Die Autobahn ist 61 Kilometer lang.

## Straßenbeschreibung
Die Autobahn beginnt bei der Stadt Seocheon am Expressway 15. Die Nord-Süd-Autobahn verläuft bis zur Westküste Südkoreas. Die Autobahn führt durch Wald- und Hügellandschaft im Norden im Landkreis Buyeo. Die Anzahl der Abfahren ist gering, da das Gebiet nicht dicht besiedelt ist. Westlich der Stadt Gongju endet die Autobahn am Expressway 30.

## Geschichte
Am 17. Dezember 2001 wurde mit dem Bau des Expressway 151 begonnen. Der Bau ging langsam voran, da eine Reihe von Tunneln und Viadukten gebaut werden musste. Die Autobahn wurde am 28. Mai 2009 für den Verkehr freigegeben. Mit der Eröffnung der Autobahn ist die Fahrzeit auf dieser Strecke von 80 Minuten auf 40 Minuten gesenkt worden.

## Eröffnungsdaten der Autobahn
| von      | nach   | Länge | Datum      |
| -------- | ------ | ----- | ---------- |
| Seocheon | Gongju | 61 km | 28.05.2009 |

## Verkehrsaufkommen
Es liegen noch keine Daten über das Verkehrsaufkommen vor.

## Ausbau der Fahrbahnen
| von      | nach   | Länge | Fahrspuren |
| -------- | ------ | ----- | ---------- |
| Seocheon | Gongju | 61 km | 2x2        |